# Giuseppe Bevilacqua
Giuseppe Bevilacqua (Treviso, 22 settembre 1926 – Firenze, 3 dicembre 2019) è stato uno scrittore, traduttore e germanista italiano.

## Biografia

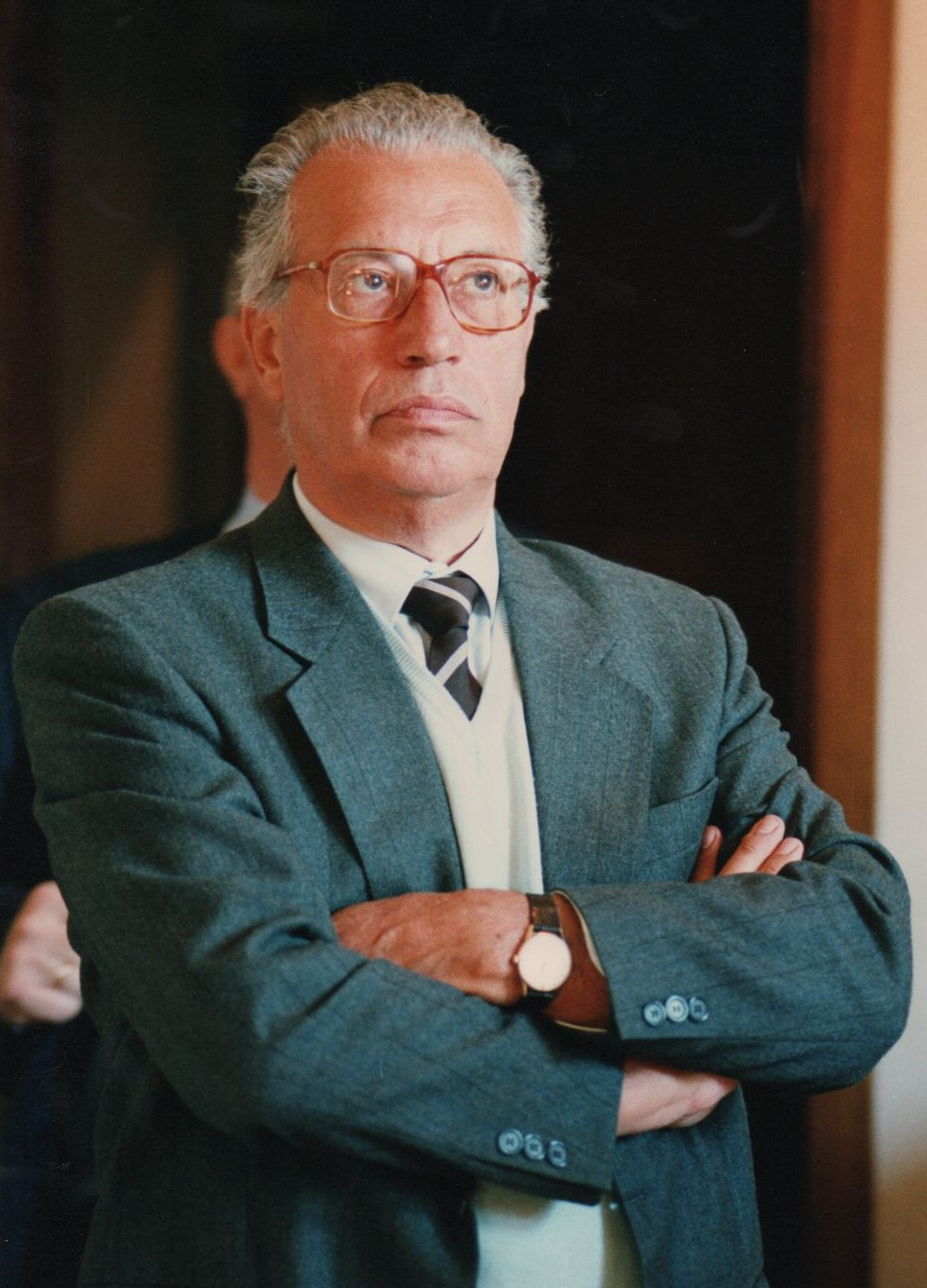
Giuseppe Bevilacqua

Nato a Treviso il 22 settembre 1926, risiedeva con la famiglia a Oderzo. Nel 1944 conseguì la maturità come privatista al liceo Canova di Treviso.
Nel dopoguerra, fu costretto a prolungate degenze nel sanatorio Codivilla a Cortina d'Ampezzo. 
Studiò in seguito all'Università di Padova, prima alla Facoltà di Medicina dal 1944 al 1947 e in seguito alla Facoltà di Lettere dal 1947 al 1953, laureandosi con una tesi su Ernst Barlach.
Guadagnò una borsa di studio annuale a Vienna (1956-57), divenendo dapprima lettore all'Università di Tubingen (1958-64) e in seguito assistente di Ladislao Mittner all'Università Cà Foscari di Venezia (1964-67).
Divenne infine professore ordinario di Lingua e Letteratura Tedesca all'Università di Firenze dal 1967 al 2000.

### Altri incarichi
- Gastprofessur della Deutsche Forschungsgemeinschaft all'Università di Essen (1977-78).

- Fellow annuale del Wissenschaftskolleg. Institute for advanced Study a Berlino (1985-86).

- Membro della Deutsche Akademie fur Sprache und Dichtkunst di Darmstadt dal 1990.

- Membro effettivo dell'Accademia "La Colombaria" di Firenze dal 1996.

- Membro giurato della commissione per le "Promotions" dell’Institut Universitaire de France (Parigi, 2001 e 2002).

## Opere

### Libri
- Ernst Barlach, Argalia, 1963

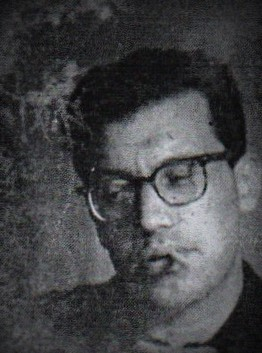
Giuseppe Bevilacqua in un'immagine giovanile

- Studi di Letteratura Tedesca, Rebellato, 1965
- Rilke in Italia. Un saggio di opinione, Duino, 1973
- Letteratura e società nel secondo Reich, Longanesi, 1977
- Parole e musica: l'esperienza wagneriana nella cultura fra Romanticismo e Decadentismo, Olschki, 1986 (cur.)
- Romantici Tedeschi, Rizzoli 1995-98, voll. 5 (cur.)
- Saggio sulle origini del Romanticismo tedesco, Sansoni, 2000
- Letture celaniane, Le lettere 2001
- Introduzione al secondo Faust e altri interventi goethiani, Palomar 2003
- Auf der Suche nach dem Atemkristall. Celan-Studien, Hanser 2004
- Novecento tedesco, Le lettere 2004
- Un pennino di stagno, Il Ponte del Sale Edizioni 2005 (poesie, a cura di Andrea Zanzotto)
- Rilke, un'inchiesta storica: testimonianze inedite da Anceschi a Zanzotto, Bulzoni, 2006
- Itinerari dell'Adriatico, Palomar 2007 (racconti, con Claudio Magris)
- Una questione hölderliniana: follia e poesia nel tardo Hölderlin, Olschki, 2007
- Eine Hölderlin-Frage. Wahnsinn und Poesie beim späten Hölderlin, Olms 2010
- Villa Gradenigo, Einaudi, 2011 (romanzo, premio Comisso[1])
- L'alzata di Meissen, Mondadori 2014 (romanzo)
- Pagine di un lungo Diario, Le Lettere 2015

Numerosi saggi, articoli, recensioni, conferenze di storia e di critica della letteratura tedesca da fine Seicento in poi (Bibliografia dal 1956 al 1998 in "Studi Germanici" (nuova serie)
Anno XXXII, Annuario 1994, pag. 103-107 e Annuario 1998, pag. 123-126).

### Traduzioni con prefazione
- Walter Jens, Un ebreo di nome Kafka, Argalia, 1964 (con Marisa Bertolini)
- Georg Weerth, Poesie, Argalia, 1965
- Paul Celan, Luce coatta e altre poesie postume, Mondadori, 1983
- Paul Celan, La verità della poesia: Il Meridiano e altre prose, Einaudi, 1993
- Paul Celan, Di soglia in soglia, Einaudi, 1996
- Johann Peter Hebel, Storie di caldendario, Marsilio, 1996
- Paul Celan, Poesie, Meridiano Mondadori, 1998
- Gottfried Benn, Poesie, Il Ponte del Sale Edizioni 2008

## Riconoscimenti per le traduzioni
- 1984, Premio Mondello per la traduzione di Luce coatta di Paul Celan
- 1984, Premio Biella Letteratura ed Industria
- 1998, Premio città di Borgomanero
- 1998, Premio città di Lugano
- 1999, XXIX Premio Monselice per la traduzione di Poesie di Paul Celan[2]
- 1999, finalista Premio Aristeion
- 2002, Premio Nazionale per la Traduzione